# Septaria (animal)
Cet article concerne le mollusque. Pour le nodule de dessiccation en géologie, voir Septaria.
Genre
Synonymes
Navicella Lamarck, 1809
Septaria est un genre de mollusques gastéropodes marins, anciennement appelé Navicella.

## Liste d'espèces
Selon NCBI (19 févr. 2012) :
- Septaria porcellana
- Septaria sanguisuga

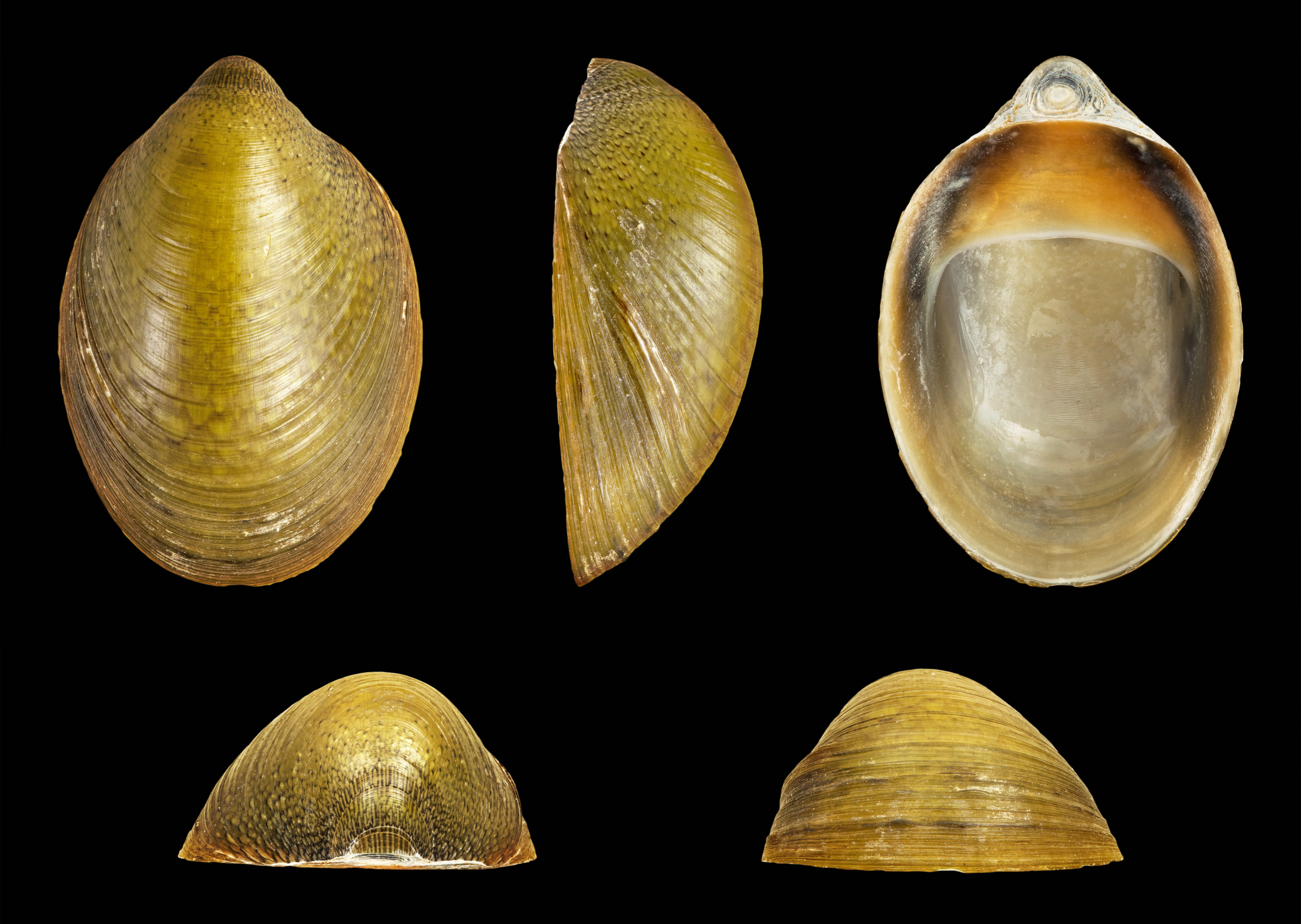
Septaria luzonica
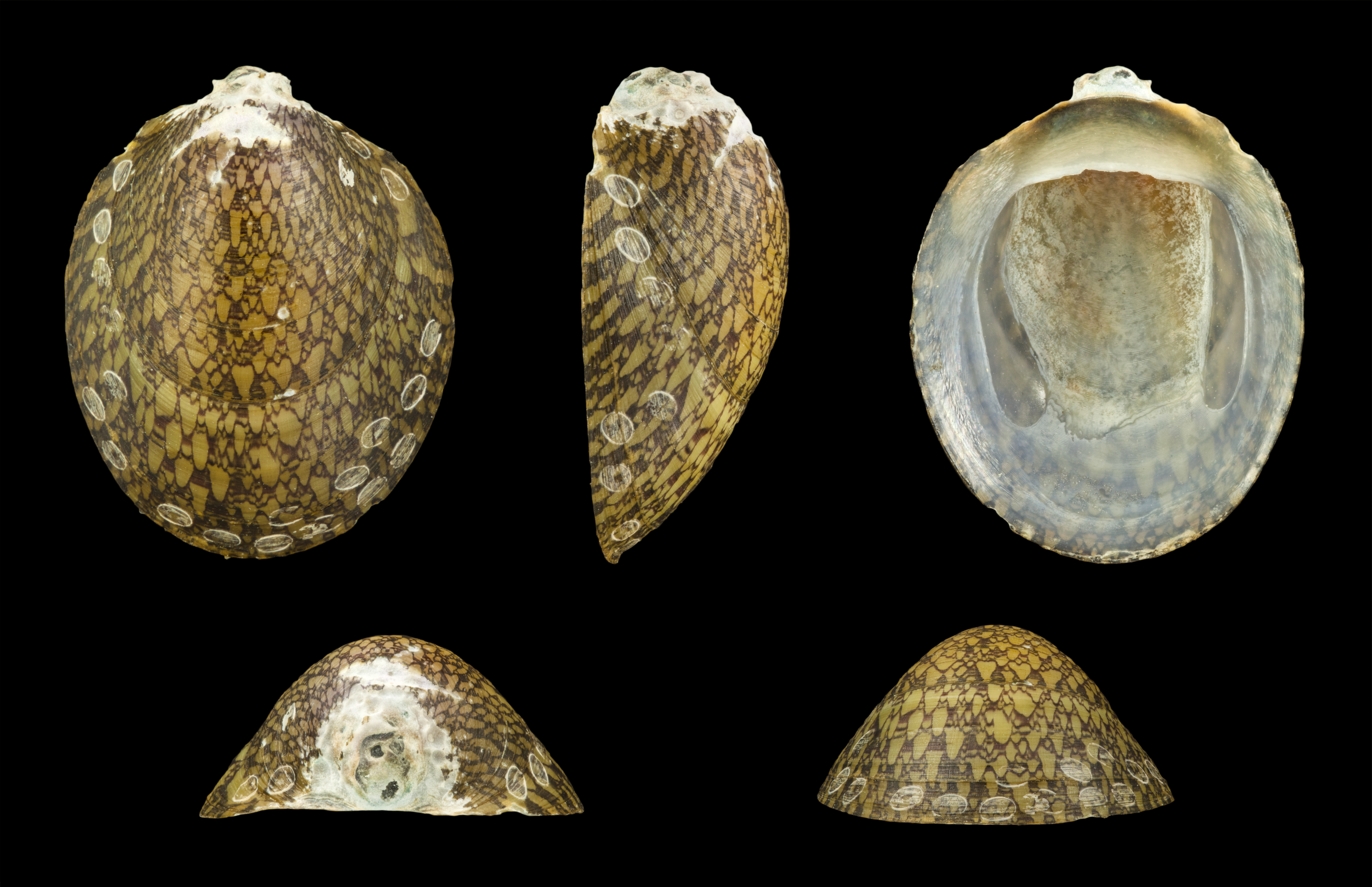
Septaria porcellana
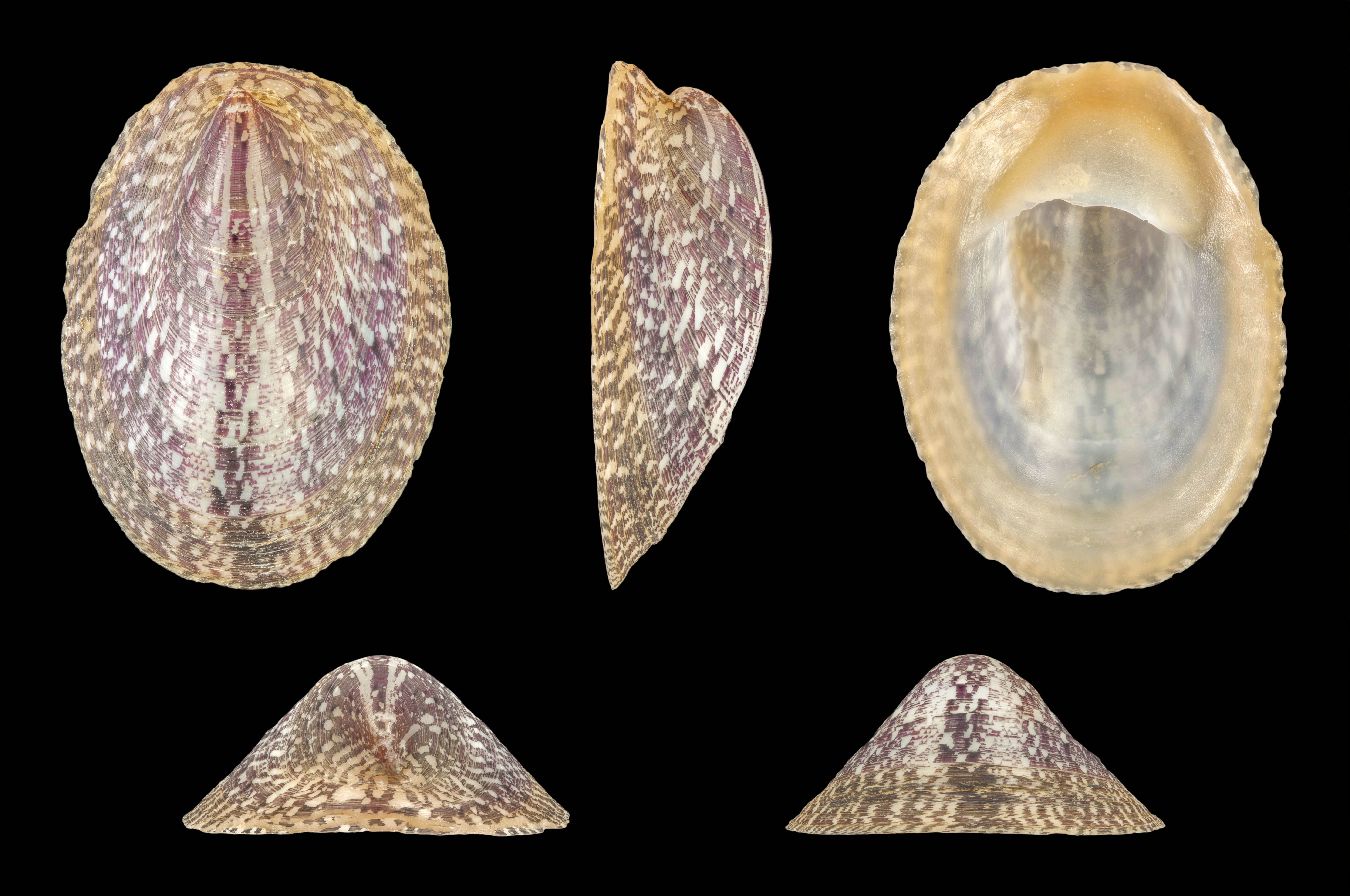
Septaria tesselata